# Verbesina
Verbesina es un género de plantas con flores de la familia  Asteraceae. Tiene flores amarillas similares a discos solares.  Comprende 593 especies descritas y de estas, solo 281 aceptadas.

## Ecología
Especies de Verbesina son usadas como alimento por las larvas de algunas especies de  Lepidopteras, incluyendo  Schinia bina, que come de  V. encelioides, y Schinia siren que come exclusivamente de estas especies.

## Taxonomía
El género fue descrito por Carlos Linneo y publicado en Species Plantarum 2: 901–903. 1753. La especie tipo es Verbesina alata L.
Etimología
El nombre  Verbesina se refiere a su semejanza con el follaje de la verbena.

## Especies seleccionadas
- Verbesina alata L. - botoncillo de Cuba, capitaneja de México.[4]
- Verbesina alternifolia
- Verbesina arnottii
- Verbesina auriculigera
- Verbesina dissita
- Verbesina encelioides
- Verbesina gigantea
- Verbesina glabrata
- Verbesina grisebachii
- Verbesina guatemalensis
- Verbesina hastata
- Verbesina howardiana
- Verbesina occidentalis
- Verbesina persicifolia
- Verbesina pseudoclausseni
- Verbesina subcordata
- Verbesina squarrosa
- Verbesina turbacensis Kunth - sarbatana de Turbaco[4]
- Verbesina virginica